# Takumar
 (septembre 2021).
La mise en forme du texte ne suit pas les recommandations de Wikipédia : il faut le « wikifier ».
Les points d'amélioration suivants sont les cas les plus fréquents. Le détail des points à revoir est peut-être précisé sur la page de discussion.
- Les titres sont pré-formatés par le logiciel. Ils ne sont ni en capitales, ni en gras.
- Le texte ne doit pas être écrit en capitales (les noms de famille non plus), ni en gras, ni en italique, ni en « petit »…
- Le gras n'est utilisé que pour surligner le titre de l'article dans l'introduction, une seule fois.
- L'italique est rarement utilisé : mots en langue étrangère, titres d'œuvres, noms de bateaux, etc.
- Les citations ne sont pas en italique mais en corps de texte normal. Elles sont entourées par des guillemets français : « et ».
- Les listes à puces sont à éviter, des paragraphes rédigés étant largement préférés. Les tableaux sont à réserver à la présentation de données structurées (résultats, etc.).
- Les appels de note de bas de page (petits chiffres en exposant, introduits par l'outil «  Source ») sont à placer entre la fin de phrase et le point final[comme ça].
- Les liens internes (vers d'autres articles de Wikipédia) sont à choisir avec parcimonie. Créez des liens vers des articles approfondissant le sujet. Les termes génériques sans rapport avec le sujet sont à éviter, ainsi que les répétitions de liens vers un même terme.
- Les liens externes sont à placer uniquement dans une section « Liens externes », à la fin de l'article. Ces liens sont à choisir avec parcimonie suivant les règles définies. Si un lien sert de source à l'article, son insertion dans le texte est à faire par les notes de bas de page.
- La présentation des références doit suivre les conventions bibliographiques. Il est recommandé d'utiliser les modèles {{Ouvrage}}, {{Chapitre}}, {{Article}}, {{Lien web}} et/ou {{Bibliographie}}. Le mode d'édition visuel peut mettre en forme automatiquement les références.
- Insérer une infobox (cadre d'informations à droite) n'est pas obligatoire pour parachever la mise en page.

Pour une aide détaillée, merci de consulter Aide:Wikification.
Si vous pensez que ces points ont été résolus, vous pouvez retirer ce bandeau et améliorer la mise en forme d'un autre article.

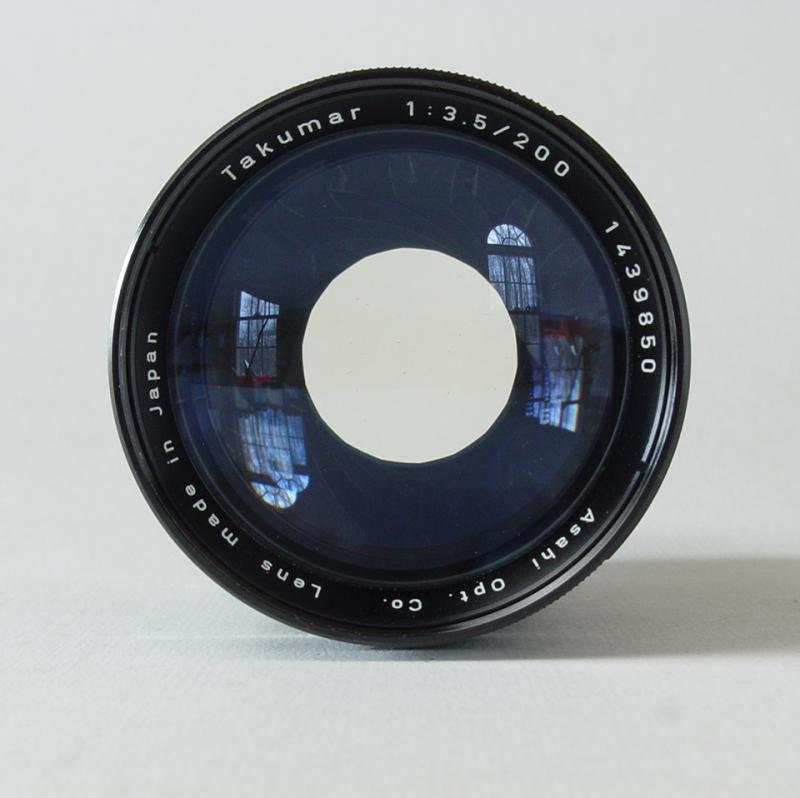
Takumar 1:3,5/200mm.

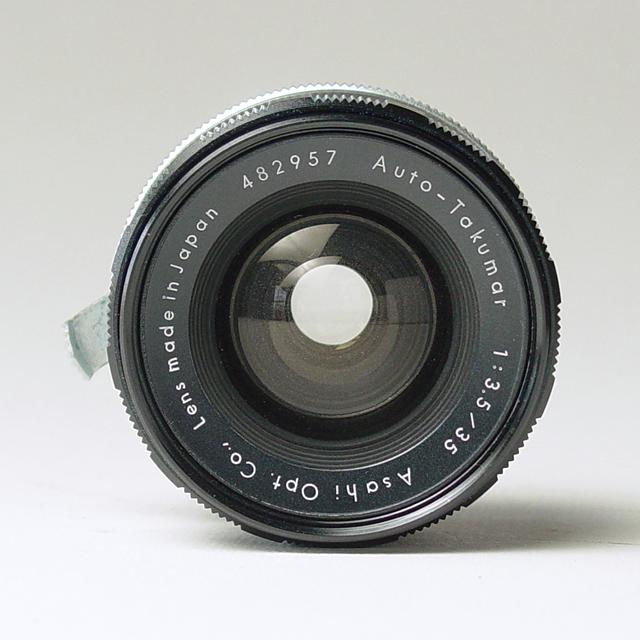
Auto-Takumar 1:3,5/35mm.

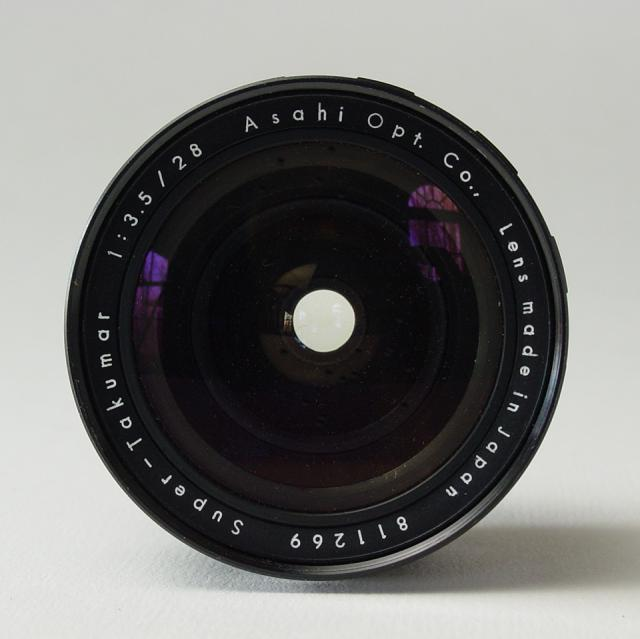
Super-Takumar 1:3,5/28mm.

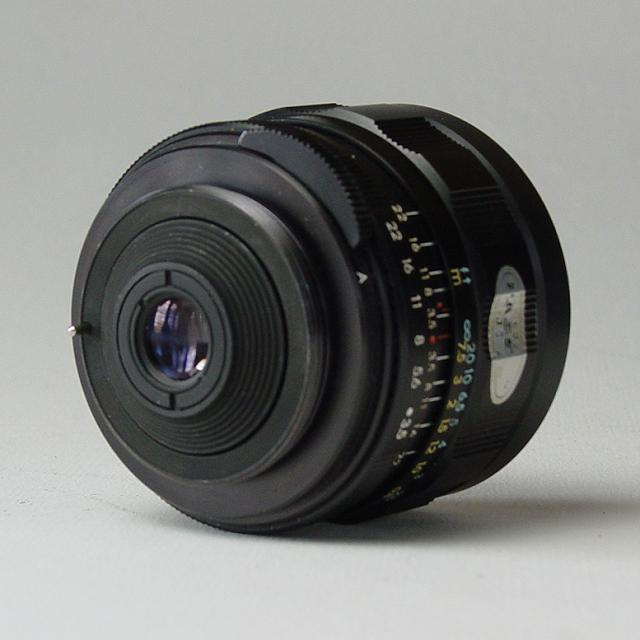
Super-Takumar 1:3,5/28mm.

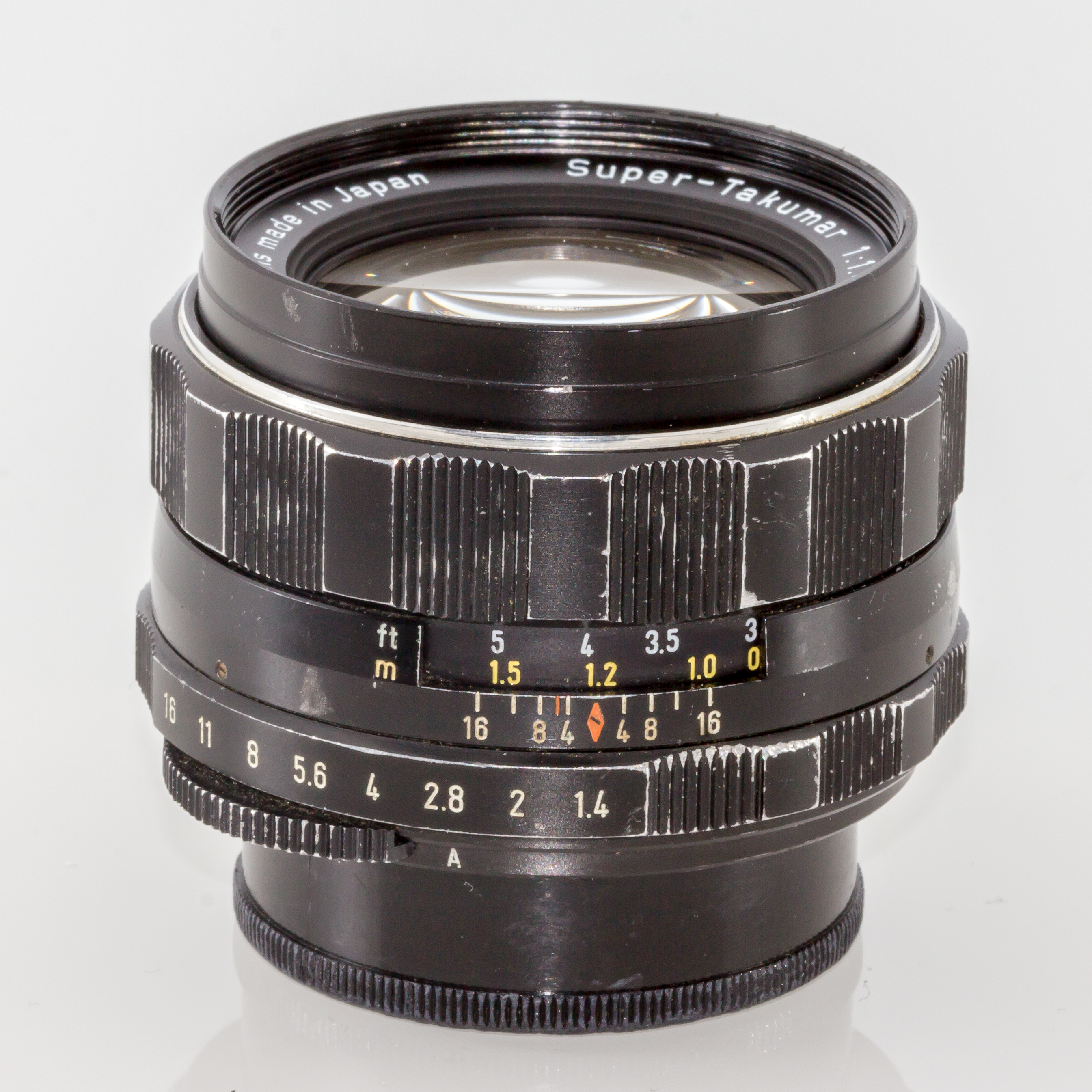
Super-Takumar 1:1.4/50mm.

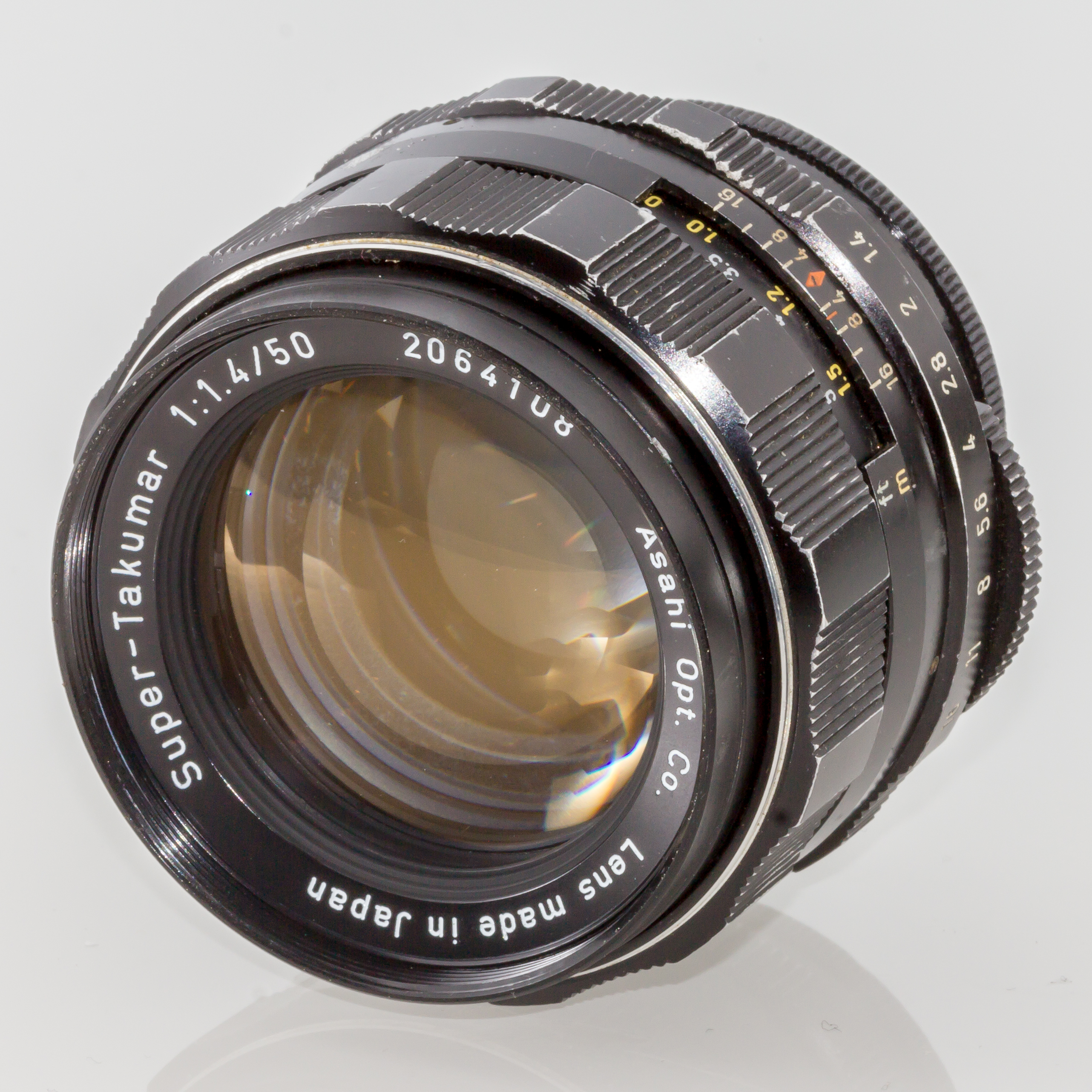
Super-Takumar 1:1.4/50mm.

Takumar est le nom qu'Asahi Optical  a apposé sur ses objectifs, pouvant être utilisés sur les reflex de sa marque et des appareils tiers. Il rend hommage au portraitiste nippo-américain Takuma Kajiwara (梶原啄磨, Kajiwara Takuma), dont le frère Kumao Kajiwara a fondé Asahi Optical. Ce nom a orné les objectifs jusqu'en 1975, lorsque Asahi est passé de la monture à vis M42  à la monture Pentax K à baïonnette.
Les premiers objectifs à monture K étaient simplement nommés « SMC Pentax ». Il est à noter que certains objectifs Takumar ont également commercialisés à prix très accessibles et conçus pour la monture K ; nommés Takumar Bayonet, ils ne doivent pas être confondus avec les Takumar originaux. 

## Détails
Le nom Takumar a été utilisé sur les objectifs conçus pour les appareils photo 35 mm d'Asahi, les appareils photo 6 × 7 et à d'autres fins également.
Les objectifs Takumar ont été fabriqués en monture à vis M37 pour les appareils photo Asahiflex originaux puis ont continué en monture M42.
Les objectifs Auto-Takumar étaient un type d'objectif à présélection. L'utilisateur sélectionne une valeur d'ouverture puis la visée se faisant à pleine ouverture, le mécanisme d'arrêt se déclenche lorsque l'obturateur était activé. Les lentilles Super-Takumar comportaient une forme de revêtement de lentille (pour [réduire] les reflets et les aberrations chromatiques ) et un mécanisme d'arrêt plus sophistiqué et la présence d'un interrupteur sur l'objectif pour sélectionner les modes "Auto" ou "Manuel". En mode manuel, l'objectif reste toujours à la valeur d'ouverture sélectionnée. En mode Auto, l'objectif reste grand ouvert (à l'ouverture maximale) jusqu'à ce qu'une broche à l'arrière de l'objectif soit enfoncée. Cette broche est automatiquement enfoncée par l'appareil photo lors du déclenchement de l'obturateur.
Super-Multi-Coated (plus tard SMC ) Takumar . Ces lentilles ont introduit le processus de multi-revêtement des lentilles d'Asahi [pour réduire davantage les reflets]. Ils ont également introduit une patte à l'arrière de l'objectif qui se déplaçait avec l'ouverture sélectionnée. Lorsqu'il est utilisé avec un boîtier d'appareil photo capable de lire la cosse, cela a permis l'utilisation d'une mesure à ouverture ouverte. Appareil parmi lesquels le Spotmatic F d'Asahi et l'ES/ESII.  Cette gamme d'objectifs SMC-Takumar à  monture M42 comptera les formules suivantes : ultra grand angle rectiligne 15mm ƒ3,5, fisheye 17mm ƒ4,   20mm ƒ4,5, 24mm ƒ3,5, 28mm ƒ3,5, 35mm ƒ2,8, 50mm ƒ1,4, 50mm ƒ4 macro, 55mm ƒ1,8, 55mm ƒ2 85mm ƒ1,8, 100mm ƒ4  macro, 105mm ƒ2,8, 135mm ƒ2,5, 135mm ƒ3,5, 200mm ƒ4, 300mm ƒ4, 400mm ƒ5,6, 500mm ƒ4,5 et 1000mm ƒ/8 .
La série d'objectifs Takumar a une excellente réputation auprès de ses utilisateurs, qui affirment que ce sont les meilleures séries d'objectifs photographiques jamais produites pour plusieurs raisons, parmi lesquelles[réf. nécessaire] :
- À l'époque, l'industrie japonaise avait un dévouement orgueilleux, certains diraient fanatique[Qui ?], à produire la meilleure qualité au monde et le monde de l'optique japonaise était réputé pour la qualité de ses productions, notamment Tomioka (devenu Kyocera Optec) avec la gamme des Tominon (dont l'excellent 55mm ƒ1.2 étant pour beaucoup de spécialistes l'un des meilleurs objectifs en monture M42 )
- Les objectifs ont été conçus pour une durabilité, une qualité et des performances professionnelles et il est encore très courant de trouver ces objectifs dans un état proche du neuf malgré leurs plus de 50 ans.
- Leur performance, surtout avec le film noir et blanc, est extraordinaire[réf. souhaitée] ; les photographies ont une qualité artistique nette, émouvante, généralement attribuée aux objectifs Leitz et Zeiss de fabrication allemande beaucoup plus chers. Certaines formules optiques sont d'ailleurs très semblables
- La monture filetée M42 (créée à l'origine par Contax, mais parfois aussi appelée monture à vis Pentax, ou monture à vis universelle, ou TM pour monture filetée), était utilisée par de nombreux fabricants et facilement associée à d'autres montures de caméra avec de simples adaptateurs, rendant ces lentilles largement utilisées et appréciées.
- L'expertise technique japonaise et la qualité de la production ont rapidement augmenté pour atteindre des niveaux de classe mondiale dans les années 1970, plusieurs années avant leur économie, leur devise et leur capacité de commercialisation, rendant ces objectifs sous-reconnus et sous-évalués même jusqu'à aujourd'hui[réf. souhaitée].
- Les fanatiques sont convaincus que ces objectifs égalent ou surpassent les objectifs Zeiss dans toutes les catégories, à l'exception peut-être des prouesses marketing et mystiques.[réf. souhaitée]

La comparaison avec les formules optiques de certains Zeiss Jena est également courante.
Pentax a ressuscité le nom Takumar dans les années 1980 et 1990 pour une gamme économique de zooms et d'objectifs à focale fixe dépourvus du revêtement antireflet Pentax « Super Multi-Coating » qui réduit les reflets de l'objectif. Ces objectifs sont marqués "Takumar (Bayonnet)" ou "Takumar-F" pour les distinguer des anciens objectifs Takumar à vis.
Fabriqués à l'économie de façon à être très accessibles, ils ne sont pas considérés comme étant de « vrais takumar » par bon nombre de spécialistes.
Les appareils photo non Asahi dotés d'objectifs Asahi de marque Takumar incluent le Suzuki Press Van et deux versions du Takane Mine Six.

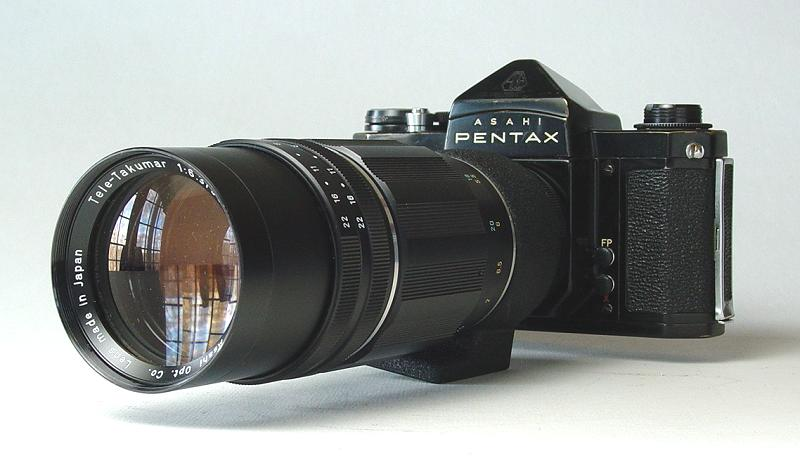
Télé-Takumar 1:6.3 300 mm.
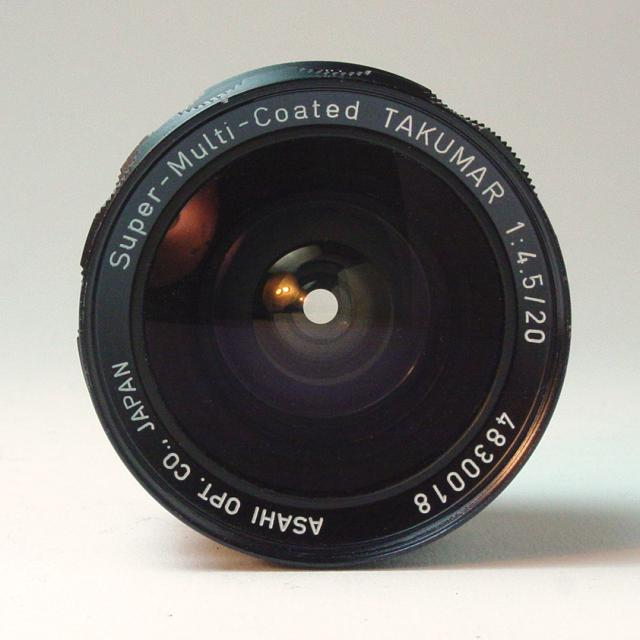
Takumar super multicouche 1:4,5 20 mm.
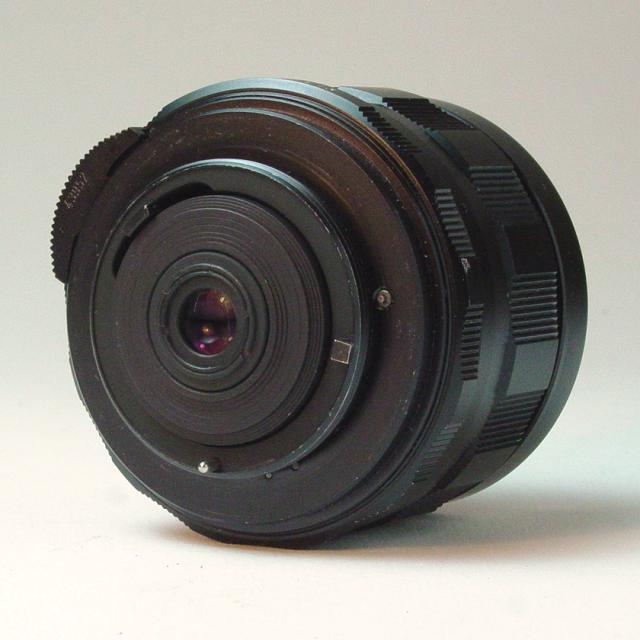
Takumar super multicouche 1:4,5 20 mm.